# Mieczysław Kurzyna

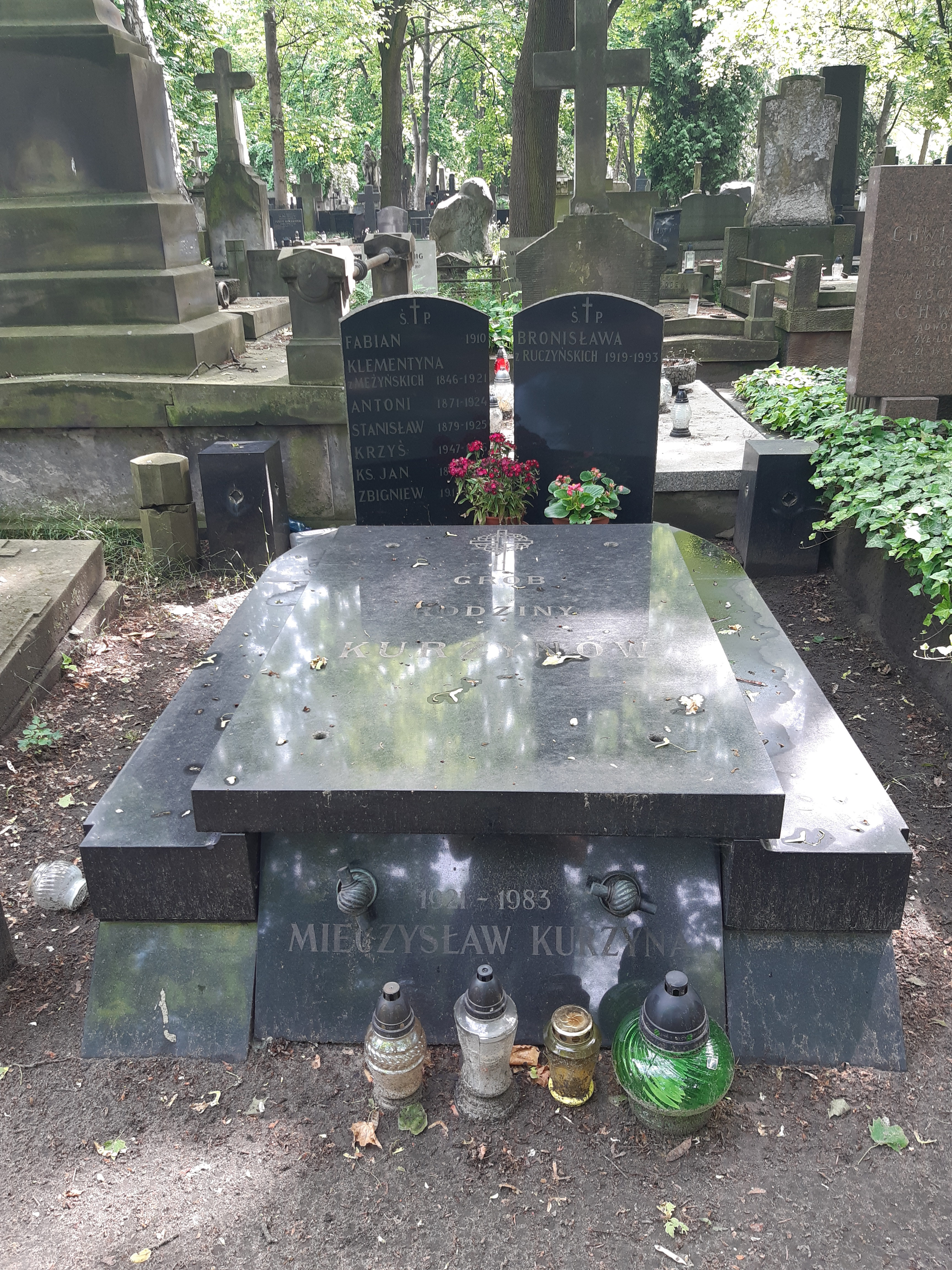
Grób Mieczysława Kurzyny na cmentarzu Powązkowskim

Mieczysław Józef Kurzyna, ps. „Miecz”, „Lipiński” (ur. 3 sierpnia 1921 w Warszawie, zm. 31 stycznia 1983 tamże) – podporucznik, w powstaniu warszawskim dowódca plutonu „Mieczyków” Konfederacji Narodu w Batalionie „Czata 49”.

## Życiorys
Urodził się w rodzinie Stanisława (1879–1925), sędziego Sądu Okręgowego w Warszawie, i Marii Jadwigi z Rowińskich (ur. 1889). Jego brat bliźniak Tadeusz (1921–1944), ps. „Zygfryd”, poległ podczas powstania warszawskiego.
Do 1939 roku był działaczem ONR-Falanga, od października 1939 roku w organizacji konspiracyjnej Pobudka. W okresie 1939–1944 był żołnierzem Konfederacji Narodu. Od 1942 roku kierownik Terenu Młodzieży Konfederacji Narodu. Studiował polonistykę na tajnym Uniwersytecie Warszawskim. Podczas okupacji należał do Sodalicji Mariańskiej. Redagował pisma „Młodzież Imperium” i „Iskra”. W powstaniu dowódca plutonu „Mieczyki” KN składającego się z około 40 młodych narodowców w wieku 15–18 lat. Ranny 9 sierpnia 1944 roku odchodzi do szpitala. Do walki powrócił na Czerniakowie. Z powstania wyszedł wraz z ludnością cywilną.
Od 1945 roku był jednym z organizatorów Rady Polskich Organizacji Młodzieżowych. W latach 1950–1953 pełnił funkcję dyrektora Liceum św. Augustyna. Był członkiem Zarządu Stowarzyszenie „Pax”, sekretarzem redakcji „Dziś i Jutro”, redaktorem „Kierunków” w latach 1956–1969 oraz przez jakiś czas zastępcą redaktora „Słowa Powszechnego”. 
27 grudnia 1944 roku, w parafii Żdżary, ożenił się z Bronisławą Heleną z Ruczyńskich (1919–1993). 
Zmarł 31 stycznia 1983 roku w Warszawie, pochowany na cmentarzu Powązkowskim (kwatera 67-6-13,14)

## Ordery i odznaczenia
- Warszawski Krzyż Powstańczy[8]
- Srebrny Krzyż Zasługi (22 lipca 1951)[9]
- Medal "20-lecia Światowej Rady Pokoju" (1969)[10]